# The Singles Collection (Racoon)
The Singles Collection is een verzamelalbum van de Nederlandse band Racoon. Het album bestaat uit twintig verschillende singles die de band afgelopen jaren heeft uitgebracht. Op 14 maart 2013 kwam het album uit en een week later op 23 maart kwam het album op nummer 1 binnen in de Nederlandse Album Top 100. Het werd Racoons tweede nummer 1-album in deze lijst.

## Tracklist
| Nr. | Titel                   | Duur  |
| --- | ----------------------- | ----- |
| 1.  | Feel like flying        | 03:32 |
| 2.  | Blue days               | 03:57 |
| 3.  | Smoothly                | 03:46 |
| 4.  | Eric's bar              | 02:53 |
| 5.  | Side effects            | 04:53 |
| 6.  | Happy family            | 02:43 |
| 7.  | Love you more           | 03:17 |
| 8.  | Laugh about it          | 03:30 |
| 9.  | Brother                 | 02:43 |
| 10. | Close your eyes         | 03:49 |
| 11. | Lucky all my life       | 03:19 |
| 12. | Clean again             | 03:51 |
| 13. | Before you leave        | 04:07 |
| 14. | My town                 | 03:08 |
| 15. | No mercy                | 02:46 |
| 16. | Took a hit              | 03:24 |
| 17. | Don't give up the fight | 03:20 |
| 18. | Liverpool rain          | 04:17 |
| 19. | Freedom                 | 03:18 |
| 20. | Oceaan                  | 02:44 |

## Hitnotering

### NederlandseAlbum Top 100
| Hitnotering: 23-03-2013 t/m 11-04-2015 | Hitnotering: 23-03-2013 t/m 11-04-2015 | Hitnotering: 23-03-2013 t/m 11-04-2015 | Hitnotering: 23-03-2013 t/m 11-04-2015 | Hitnotering: 23-03-2013 t/m 11-04-2015 | Hitnotering: 23-03-2013 t/m 11-04-2015 | Hitnotering: 23-03-2013 t/m 11-04-2015 | Hitnotering: 23-03-2013 t/m 11-04-2015 | Hitnotering: 23-03-2013 t/m 11-04-2015 | Hitnotering: 23-03-2013 t/m 11-04-2015 | Hitnotering: 23-03-2013 t/m 11-04-2015 | Hitnotering: 23-03-2013 t/m 11-04-2015 | Hitnotering: 23-03-2013 t/m 11-04-2015 | Hitnotering: 23-03-2013 t/m 11-04-2015 | Hitnotering: 23-03-2013 t/m 11-04-2015 | Hitnotering: 23-03-2013 t/m 11-04-2015 | Hitnotering: 23-03-2013 t/m 11-04-2015 | Hitnotering: 23-03-2013 t/m 11-04-2015 | Hitnotering: 23-03-2013 t/m 11-04-2015 | Hitnotering: 23-03-2013 t/m 11-04-2015 | Hitnotering: 23-03-2013 t/m 11-04-2015 | Hitnotering: 23-03-2013 t/m 11-04-2015 | Hitnotering: 23-03-2013 t/m 11-04-2015 |
| Week:                                  | 1                                      | 2                                      | 3                                      | 4                                      | 5                                      | 6                                      | 7                                      | 8                                      | 9                                      | 10                                     | 11                                     | 12                                     | 13                                     | 14                                     | 15                                     | 16                                     | 17                                     | 18                                     | 19                                     | 20                                     | 21                                     | 22                                     |
| -------------------------------------- | -------------------------------------- | -------------------------------------- | -------------------------------------- | -------------------------------------- | -------------------------------------- | -------------------------------------- | -------------------------------------- | -------------------------------------- | -------------------------------------- | -------------------------------------- | -------------------------------------- | -------------------------------------- | -------------------------------------- | -------------------------------------- | -------------------------------------- | -------------------------------------- | -------------------------------------- | -------------------------------------- | -------------------------------------- | -------------------------------------- | -------------------------------------- | -------------------------------------- |
| Positie:                               | 1                                      | 1                                      | 3                                      | 2                                      | 4                                      | 2                                      | 3                                      | 6                                      | 9                                      | 6                                      | 10                                     | 14                                     | 13                                     | 11                                     | 10                                     | 10                                     | 12                                     | 13                                     | 15                                     | 14                                     | 18                                     | 11                                     |
| Week:                                  | 23                                     | 24                                     | 25                                     | 26                                     | 27                                     | 28                                     | 29                                     | 30                                     | 31                                     | 32                                     | 33                                     | 34                                     | 35                                     | 36                                     | 37                                     | 38                                     | 39                                     | 40                                     | 41                                     | 42                                     | 43                                     | 44                                     |
| Positie:                               | 19                                     | 22                                     | 26                                     | 32                                     | 34                                     | 39                                     | 21                                     | 29                                     | 46                                     | 61                                     | 57                                     | 78                                     | 26                                     | 54                                     | 38                                     | 21                                     | 18                                     | 21                                     | 14                                     | 8                                      | 10                                     | 19                                     |
| Week:                                  | 45                                     | 46                                     | 47                                     | 48                                     | 49                                     | 50                                     | 51                                     | 52                                     | 53                                     | 54                                     | 55                                     | 56                                     | 57                                     | 58                                     | 59                                     | 60                                     | 61                                     | 62                                     | 63                                     | 64                                     | 65                                     | 66                                     |
| Positie:                               | 13                                     | 13                                     | 17                                     | 6                                      | 19                                     | 32                                     | 29                                     | 38                                     | 52                                     | 16                                     | 21                                     | 50                                     | 36                                     | 33                                     | 37                                     | 53                                     | 42                                     | 56                                     | 30                                     | 41                                     | 59                                     | 67                                     |
| Week:                                  | 67                                     | 68                                     | 69                                     | 70                                     | 71                                     | 72                                     | 73                                     | 74                                     | 75                                     | 76                                     | 77                                     | 78                                     | 79                                     | 80                                     | 81                                     | 82                                     | 83                                     | 84                                     | 85                                     | 86                                     | 87                                     | 88                                     |
| Positie:                               | 36                                     | 33                                     | 24                                     | 36                                     | 19                                     | 18                                     | 29                                     | 25                                     | 25                                     | 31                                     | 25                                     | 39                                     | 53                                     | 38                                     | 49                                     | 60                                     | 52                                     | 68                                     | 63                                     | 67                                     | 62                                     | 50                                     |
| Week:                                  | 89                                     | 90                                     | 91                                     | 92                                     | 93                                     | 94                                     | 95                                     | 96                                     | 97                                     | 98                                     | 99                                     | 101                                    | 102                                    | 103                                    | 104                                    | 105                                    | 106                                    | 107                                    | 108                                    | 109                                    |                                        |                                        |
| Positie:                               | 36                                     | 31                                     | 33                                     | 34                                     | 29                                     | 25                                     | 23                                     | 25                                     | 29                                     | 18                                     | 23                                     | 21                                     | 31                                     | 32                                     | 14                                     | 20                                     | 14                                     | 20                                     | 26                                     | 40                                     | uit                                    |                                        |